# Carlo Morelli (Geophysiker)
Carlo Morelli (* 10. Oktober 1917 in Triest; † 30. Dezember 2007) war ein italienischer Geophysiker und Geodät, bekannt für Forschung zur Gravimetrie. Er war Professor für angewandte Geophysik an der Universität Triest.
Morelli studierte 1936 bis 1940 Physik und Mathematik an der Universität Pisa. Danach spezialisierte er sich auf Geophysik und unterrichtete an den Universitäten von Padua und Triest. 1949 gründete er das Observatorium für Experimentelle Geophysik in Triest, das er bis 1975 leitete. 1953 wurde er Professor an der Universität Bari (ab 1956 mit ordentlicher Professur) und wandte sich dort zusätzlich der Geodäsie zu. Er gründete dort das Institut für Geophysik und Geodäsie. Ab 1963 war er wieder als Professor in Triest und gründete dort das Institut für Bergbau und Angewandte Geophysik. 1993 emeritierte er.
Morelli ist bekannt für gravimetrische Kartierungen insbesondere in Italien und die umgebenden Meeresgebiete. Er war maßgeblich am über zwei Jahrzehnte dauernden Aufbau des International Gravity Standardization Net 1971 beteiligt. Morelli war auch an der Erstellung von tiefenseismischen Profilen in Italien beteiligt.
Er war seit 1976 korrespondierendes Mitglied der Deutschen Geodätischen Kommission, war Präsident der Europäischen Seismologischen Kommission, der European Geophysical Society und 16 Jahre lang Präsident der International Gravity Commission. 1988 erhielt er die Emil-Wiechert-Medaille und er erhielt die Goldmedaille für Kunst und Kultur der italienischen Regierung. Er war Mitglied der Accademia dei Lincei.

## Schriften
- Gravimetria, Udine, Del Bianco 1968